# Sportpaleis Krylatskoje
Sportpaleis Krylatskoje is een multi-purpose overdekte sportarena, die zich bevindt in Moskou, Rusland. De arena is vooral in gebruik voor het zaalvoetbal, boksen en basketbal. De capaciteit van de arena is 5.000 zitplaatsen.

## Geschiedenis
Sportpaleis Krylatskoje werd geopend in 2006. Het werd gebruikt als de thuis arena voor MBK Dinamo Moskou mannenbasketbalteam, en van ŽBK Dinamo Moskou vrouwenbasketbalteam. Het is ook gebruikt als de thuisarena van MFK Dinamo Moskou mannenzaalvoetbalteam.
De arena was gastheer van de Final Four van de UEFA Futsal Cup in het seizoen 2007-08. Chimki Oblast Moskou heeft ook gebruik gemaakt van de arena voor het houden van EuroLeague Men wedstrijden voor het seizoen 2015-16, en Krasnyj Oktjabr Wolgograd heeft ook gebruik gemaakt van de arena voor thuiswedstrijden in de EuroCup Men voor het seizoen 2015-16.

## Toegankelijkheid
Een belangrijke tekortkoming van het sportcomplex is de bereikbaarheid met de metro. Van het dichtstbijzijnde metrostation Krylatskoje gaat er slechts 1 bus lijn naar het sportcomplex met tussenpozen van 40-60 minuten. De reistijd is ongeveer 15 minuten.